# 佐波神社 (防府市)
佐波神社（さばじんじゃ）は、山口県防府市惣社町にある神社。周防国総社で、旧社格は県社。

## 歴史
多々良山の南麓に鎮座し、天照大神・素盞嗚尊・三穂津姫命・級長津彦命・級長津姫命・倉稲魂命・底筒男命・中筒男命・表筒男命・大己貴命・事代主・建御名方神・武甕槌神・経津主神の十四神を祀る。
かつては惣社金切社といい、延喜式神名帳への記載がない式外神社であった。仲哀天皇と神功皇后が熊襲親征の際に戦勝祈願のために諸神を祀り、惣社宮となった。その後の三韓征伐の際に、三韓は陰陽五行思想によると「金」の方角にあたり、金を切り平げたと言う意味で金切社と称するようになったと伝えられている。
国司が赴任した際に、その国中の神社に参詣するしきたりであったが、容易なことではないため、国府にその国の諸神を祀る惣社（総社）を建立する制度ができた。このことから、建立時期は不詳であるが周防国府設立後と考えられている。
1907年（明治40年）6月3日、金切社に村社の勝間神社・日吉神社・八幡宮を合併し佐波神社と改称。1922年（大正11年）4月29日に県社に列し、1924年5月2日には神饌幣帛料供進社に指定された。この年に社殿を改築している
境内には、防府市出身の作曲家大村能章の顕彰碑と歌碑があり、毎年1月23日には命日祭が行われる。

## 境内

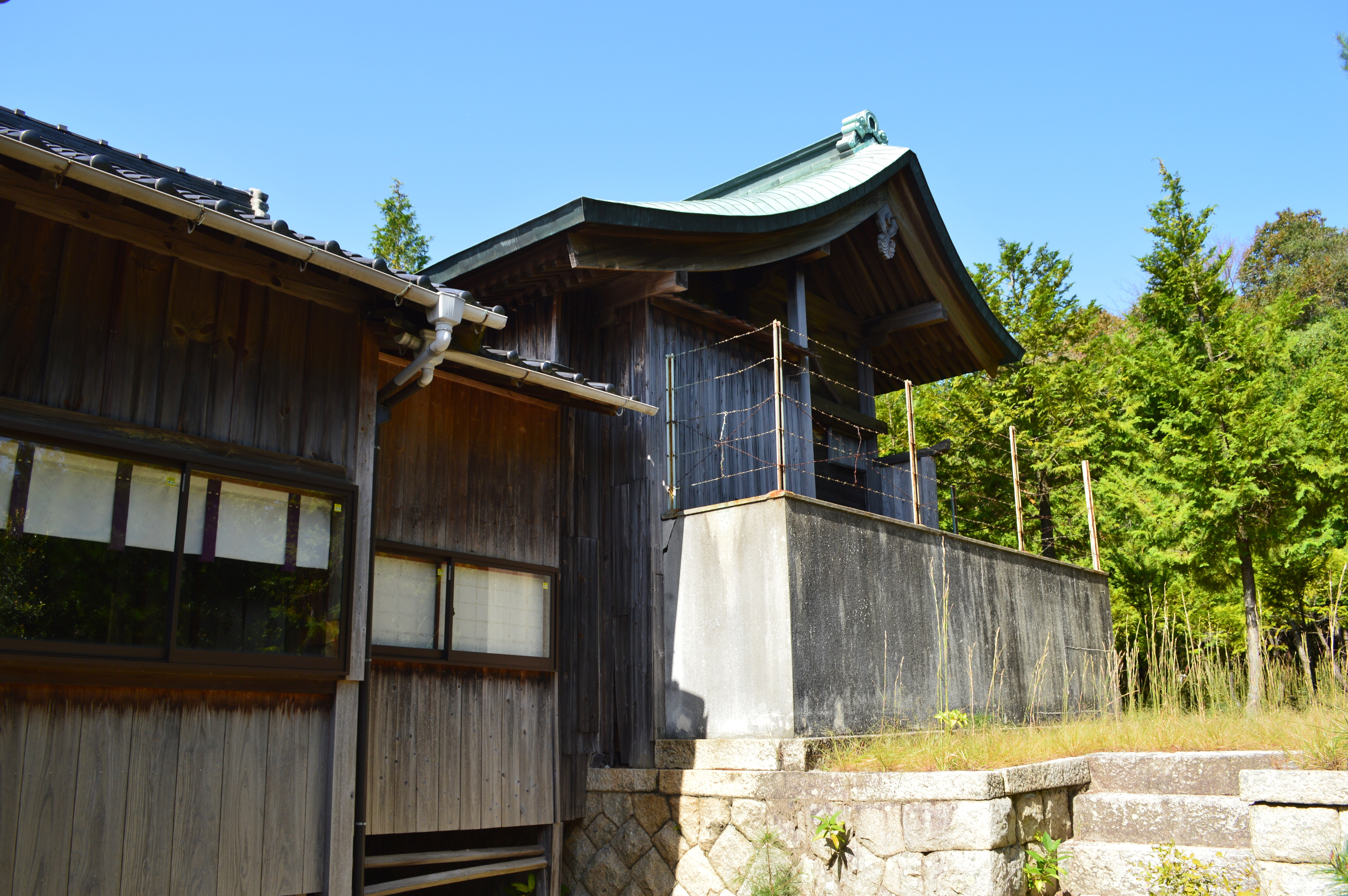
本殿
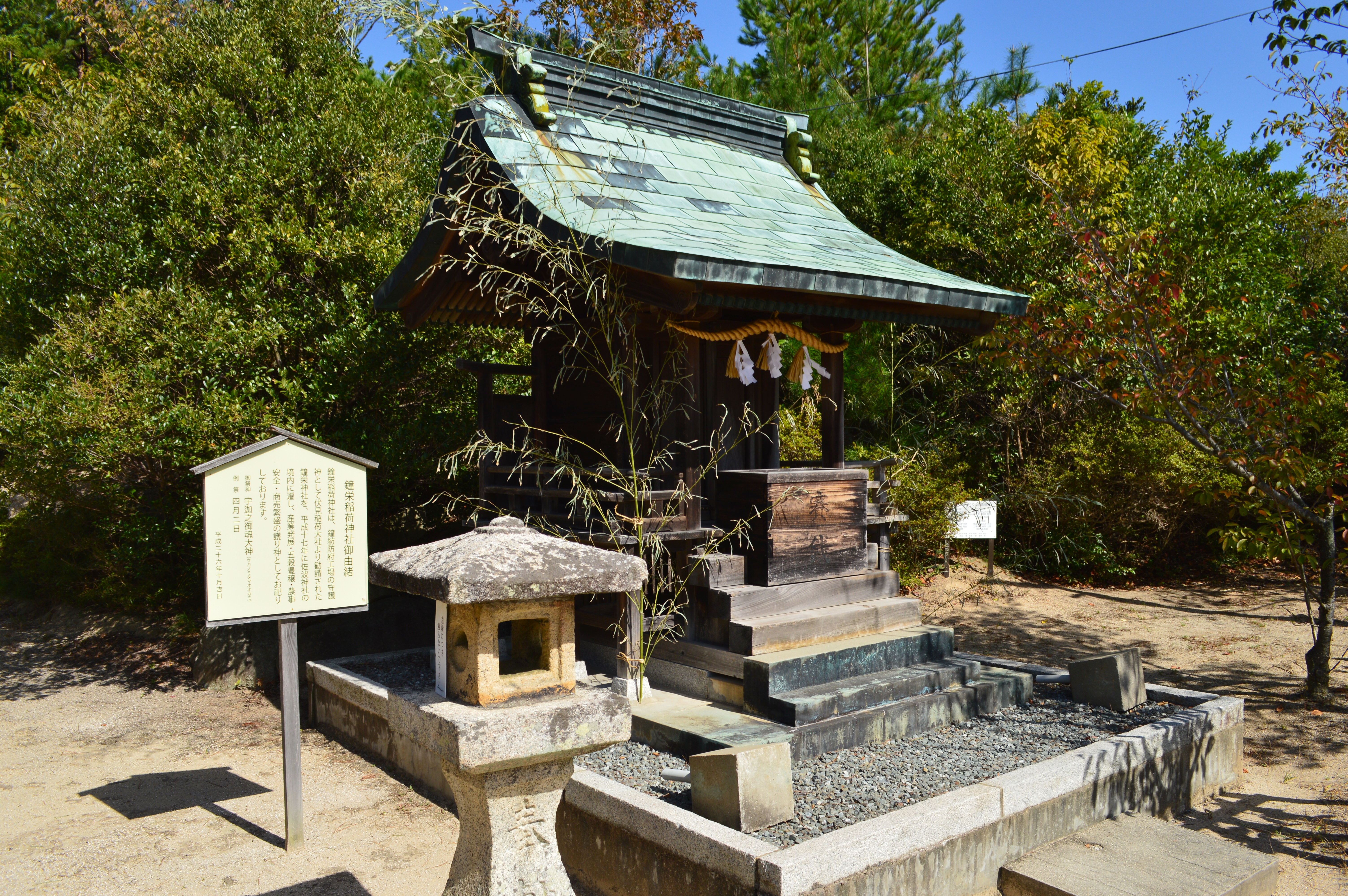
境内の鐘栄稲荷神社
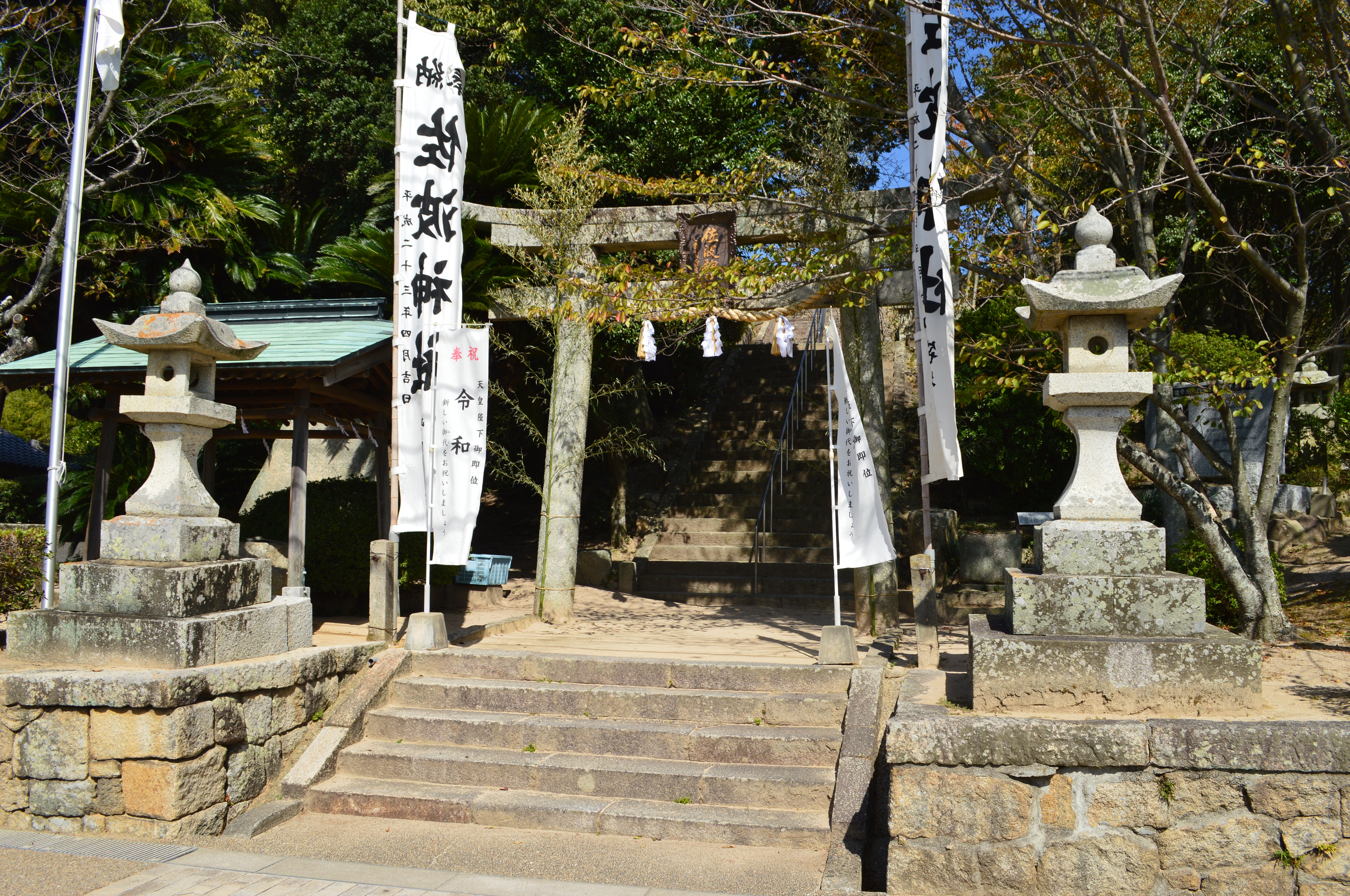
鳥居